# قسم بلة كة الريفي (مقاطعة بانة)
قسم بلة کة الريفي (بالفارسية: دهستان بله که) هي منطقة سكنية تقع في إيران في ناحية ألوت. يقدر عدد سكانها بـ 2,691 نسمة .